# Herzblättriges Hechtkraut
Das Herzblättrige Hechtkraut (Pontederia cordata) ist eine Pflanzenart aus der Gattung der Hechtkräuter (Pontederia) in der Familie der Wasserhyazinthengewächse (Pontederiaceae).

## Merkmale
Das Herzblättrige Hechtkraut ist eine ausdauernde Wasserpflanze, die Wuchshöhen von 30 bis 100 cm erreicht. Sie bildet ein Rhizom als Überdauerungsorgan aus. Die unteren Blätter sind sitzend und linealisch, die oberen sind lang gestielt, ihre Spreite ist lanzettlich bis herz-pfeilförmig und sie messen 6 bis 22 × 7 bis 12 Zentimeter. Die Blüten sind zweilippig, trichterförmig und nur einen Tag lang geöffnet. Die Kronzipfel sind blau bis blauviolett gefärbt, verkehrteilanzettlich und 5 bis 8 Millimeter lang, die oberen weisen einen zweilappigen gelben Fleck auf. Die Früchte sind einsamige Schließfrüchte, welche in die verhärtete Perigonröhre eingeschlossen sind.
Die Blütezeit reicht von Juni bis August.
Die Chromosomenzahl beträgt 2n = 16.

## Vorkommen
Das Verbreitungsgebiet erstreckt sich im warmgemäßigten Osten Amerikas von Südost-Kanada bis Minnesota, Florida und Texas, Mexiko sowie Zentral- und Südamerika. Hier kommt die Pflanze im Uferröhricht von Teichen und Seen bis in Wassertiefen von 30 Zentimeter vor.

## Nutzung
Das Herzblättrige Hechtkraut wird zerstreut als Zierpflanze für die Ränder von Park- und Gartenteichen genutzt. Sie ist vermutlich seit spätestens 1579 in Kultur.